# Groenlandse haai
De Groenlandse haai (Somniosus microcephalus) is een kraakbeenvis uit de familie Somniosidae (sluimer- of ijshaaien) en de orde van de doornhaaiachtigen (Squaliformes).

## Beschrijving en leeftijd
De haai kan 7,3 meter lang worden. De soort heeft heldere blauwe ogen.
De Groenlandse haai kan een leeftijd van 500 jaar bereiken, en is daarmee het langst levende gewervelde dier op aarde. Door middel van koolstofdatering hebben Deense onderzoekers kunnen bepalen dat een gevangen Groenlandse haai 392 jaar oud was. In 2017 werd met dezelfde techniek een ander individu geschat op circa 512 jaar. De Groenlandse haai wordt wellicht zo oud omdat ze in diepe wateren zwemmen waar de temperatuur maar enkele graden boven nul is. Daardoor verloopt de stofwisseling  trager. Hoe trager de stofwisseling, hoe ouder een dier kan worden. De vrouwtjes worden geslachtsrijp op een leeftijd van ongeveer 150 jaar. Dit maakt de soort kwetsbaar.

## Leefomgeving
De Groenlandse haai komt voor in zeewater en brak water in diep water in de Atlantische Oceaan en de Noordzee, op dieptes tussen gemiddeld 200 en 600 meter (bij uitzondering: 0 tot 2200 meter). Langs de kust van de Lage Landen is deze haai zeldzaam. Er waren drie vangsten in de periode van 1952 tot 1986.

## Voedsel
De Groenlandse haai zelf is voornamelijk een viseter, maar ook een aaseter. Hij zou een belangrijke bejager van zeehonden zijn. Directe waarnemingen hiervan ontbreken en vreemde verwondingen aan kadavers van zeehonden die aan deze haai werden toegeschreven, bleken eerder afkomstig van scheepsschroeven.
Bejaging van de Atlantische reuzeninktvis en de kolossale inktvis door sluimerhaaien is inmiddels aangetoond, waarbij niet duidelijk is of het de Groenlandse haai of de Pacifische sluimerhaai betreft.

## Relatie tot de mens
Voor de mens is de Groenlandse haai giftig om te eten. Op IJsland wordt de huid van de haai bereid door hem enige weken buiten onder een laag stenen te laten fermenteren en vervolgens in de wind te drogen te hangen, zodat hij "eetbaar" wordt. De huid smaakt dan naar ammonia. Het gerecht wordt op IJsland als een delicatesse beschouwd. Het heet daar hákarl. 
De soort staat als gevoelig op de internationale Rode Lijst van de IUCN.